# Rùa khổng lồ

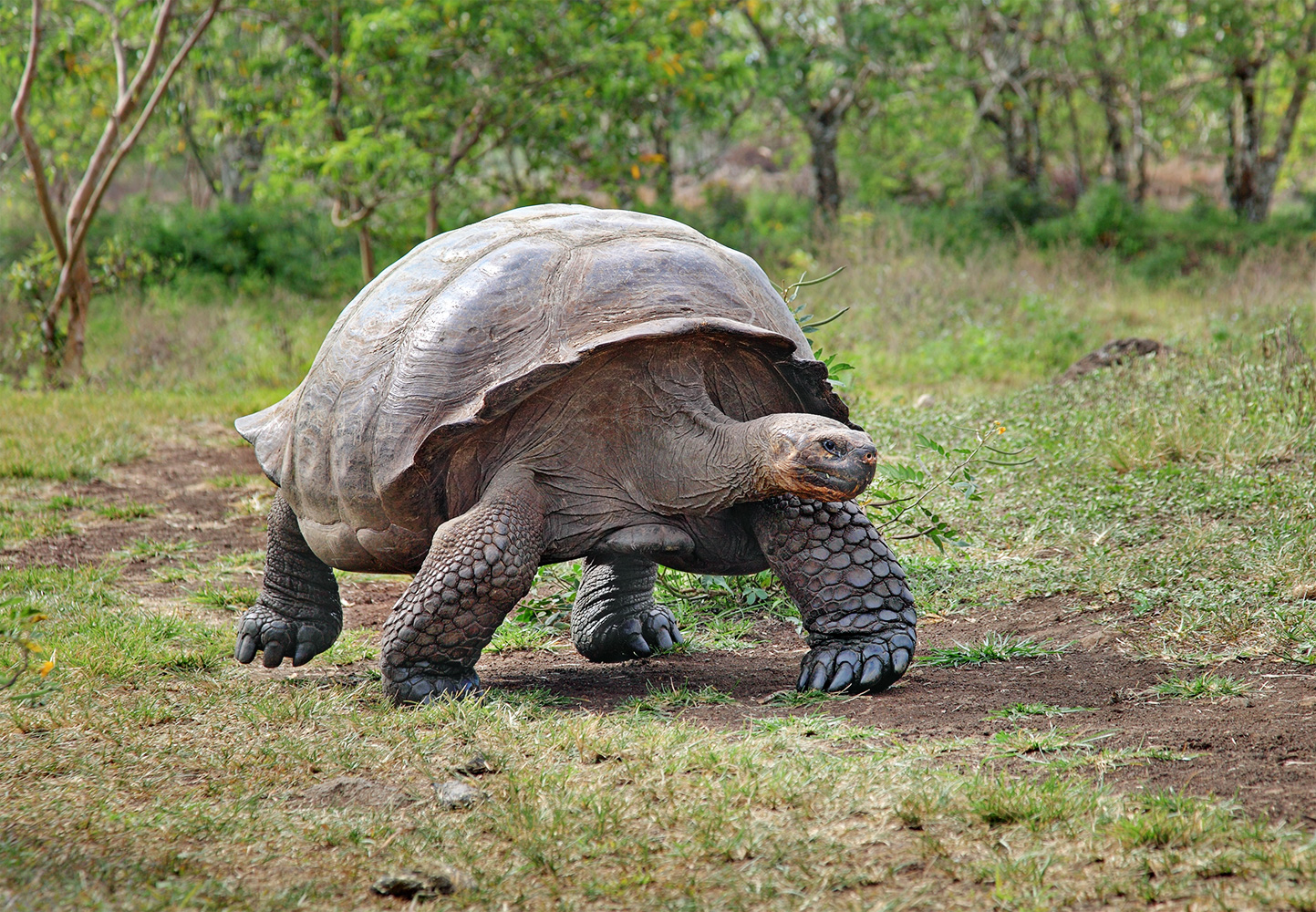
Một con rùa cạn khổng lồ ở đảo Santa Cruz

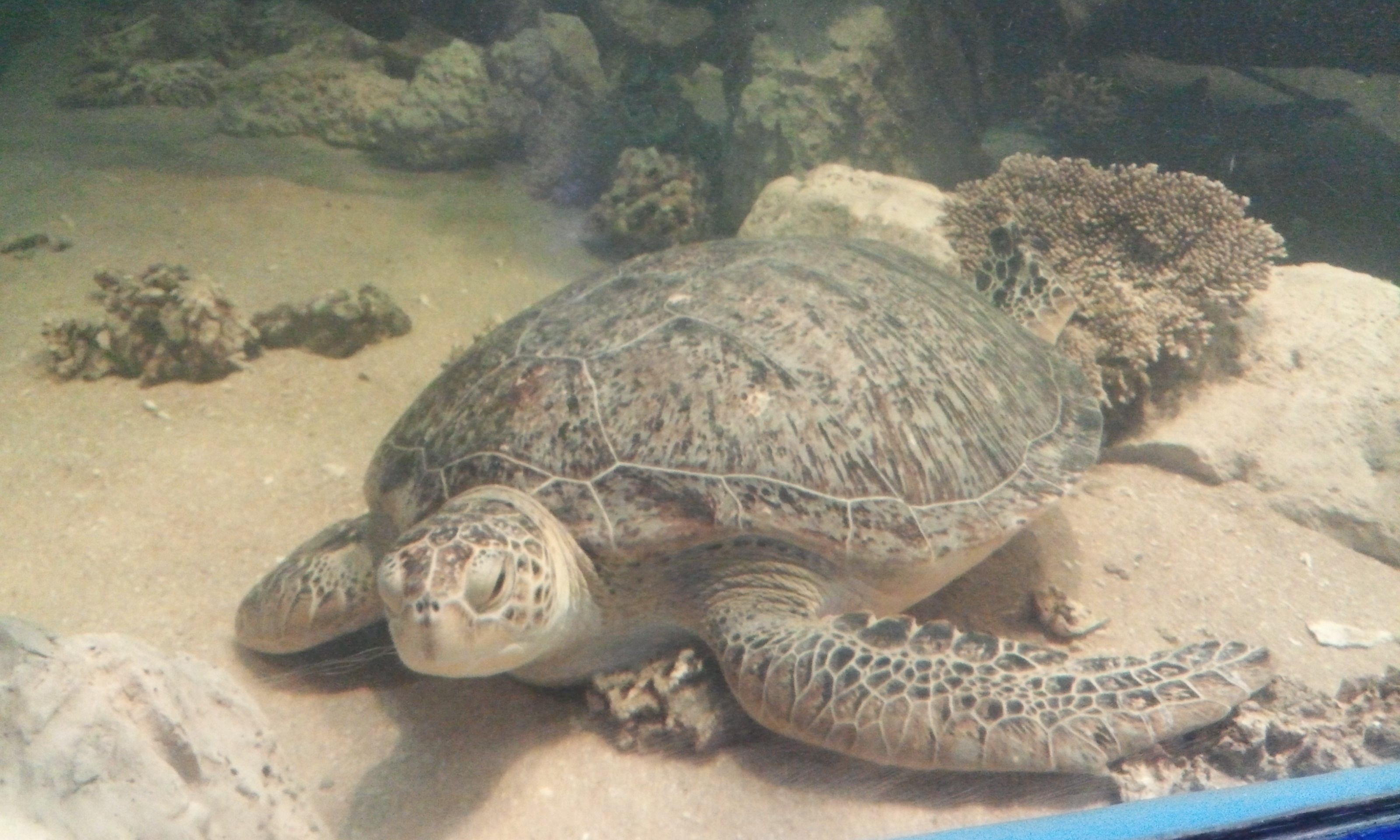
Một con rùa biển xanh ở Việt Nam, chúng cũng là loài có kích thước lớn

Rùa khổng lồ là những cá thể rùa có kích thước và tầm vóc rất lớn, chúng có thể là những giống loài rùa khổng lồ còn tồn tại hoặc những cá thể được cho là đột biến từ những giống loài có kích thước nhỏ hơn, rùa khổng lồ được cho là gắn với các truyền thuyết về thủy quái ở một số vùng trên thế giới. Hiện nay, nhóm rùa cạn khổng lồ thực sự còn tồn tại, đầy là loài bò sát đặc trưng hiện đang được tìm thấy trên hai nhóm đảo nhiệt đới gồm Đảo san hô Aldabra ở Seychelles và quần đảo Galapagos ở Ecuador, một quần thể ở quần đảo Mascarene đã bị tuyệt chủng vào những năm 1900. Những con rùa này có thể nặng tới 417 kg và có thể phát triển dài 1,3 m.

## Tổng quan

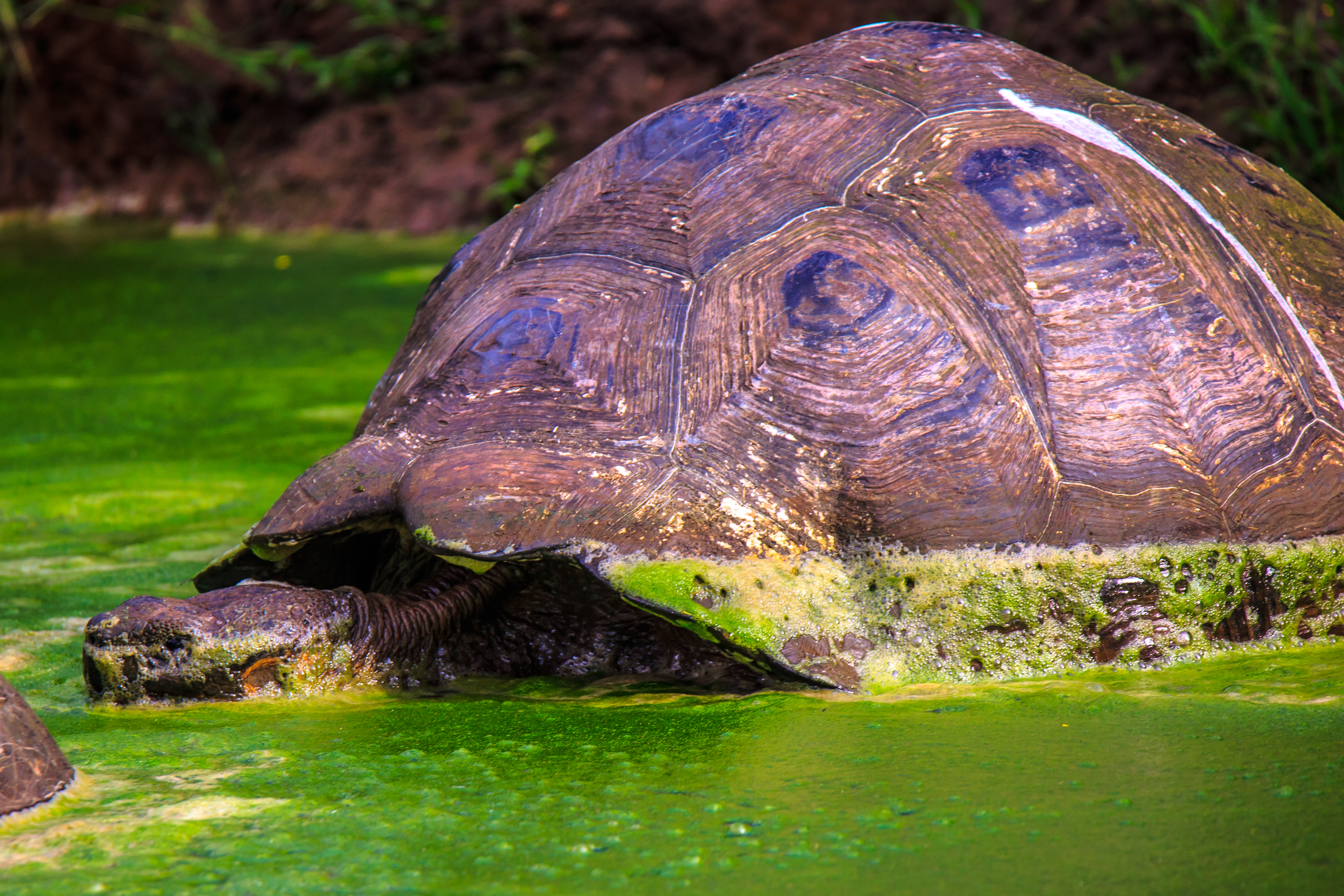
Một con rùa cạn khổng lồ đang dầm mình

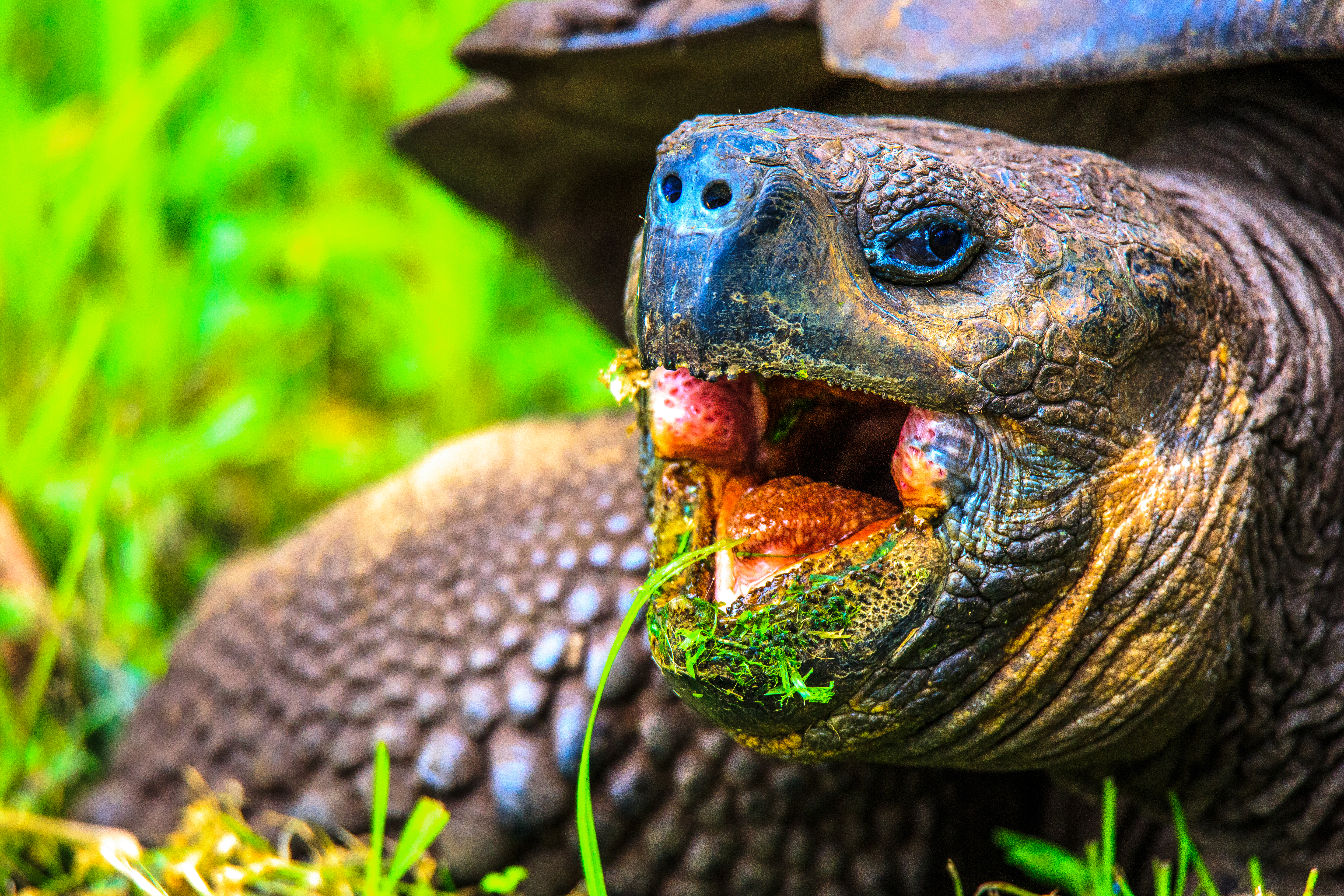
Rùa khổng lồ đang ăn

Những con rùa khổng lồ có quá trình tiến hóa lâu dài, chúng có nguồn gốc trong lục địa, ban đầu tìm đường đến các hòn đảo từ đất liền, chẳng hạn như loài rùa khổng lồ Aldabra và rùa khổng lồ Mascarenes có liên quan đến rùa Madagascar trong khi rùa khổng lồ Galapagos có liên quan đến rùa đại lục Ecuador. Hiện tượng tăng trưởng quá mức này được biết đến như là sự khổng lồ hóa của đảo hoặc sự biến thiên quy mô khổng lồ (quy tắc Fuler). Nó xảy ra khi kích thước của các động vật được cô lập trên một hòn đảo tăng lên đáng kể so với họ hàng trong lục địa của chúng.
Điều này là do một số yếu tố như áp lực ít hơn của những kẻ săn mồi, ít sự cạnh tranh, hoặc như là một sự thích nghi với sự biến động môi trường ngày càng gia tăng trên các hòn đảo. Tuy nhiên, những con rùa khổng lồ không còn được coi là những ví dụ về biến thiên quy mô khổng lồ trên đảo, vì chúng đã phát triển kích cỡ khổng lồ của chúng trên đất liền. Rùa khổng lồ đã từng phổ biến qua các hệ động học Kainozoi ở Á-Âu, Châu Phi và Châu Mỹ. Những động vật này thuộc về một nhóm bò sát cổ xưa, xuất hiện khoảng 250 triệu năm trước. Vào kỷ Phấn trắng, 70 hoặc 80 triệu năm trước, một số đã trở nên khổng lồ. Khoảng 1 triệu năm trước, những con rùa đã đến quần đảo Galápagos.
Hầu hết các loài khổng lồ bắt đầu biến mất khoảng 100.000 năm trước. Chỉ 250 năm trước, có ít nhất 20 loài và phân loài ở các hòn đảo của Ấn Độ Dương và 14 hoặc 15 phân loài ở quần đảo Galápagos. Rùa khổng lồ xuất hiện 5 triệu năm sau khi loài khủng long biến mất khỏi bề mặt địa cầu, vào thời các sinh vật cỡ bự xuất hiện khá phổ biến tại Nam Mỹ, hóa thạch được phát hiện tại một mỏ than ở Colombia vào năm 2005, loài rùa trên được đặt tên là Carbonemys cofrinii, có nghĩa là rùa than.
Theo đó, Cofrinii thuộc về chi rùa gọi là Pelomedusoides. Sọ hóa thạch to cỡ quả bóng rổ. Bên cạnh kích thước khổng lồ, rùa cổ được trang bị bộ răng hàm mạnh mẽ, có thể nhai nát hầu như mọi thứ, từ vỏ sò, rùa nhỏ hơn và thậm chí cùng còn ăn luôn cả cá sấu. Một loài rùa có kích thước cỡ xe hơi từng cư trú trên mảnh đất ngày nay là Nam Mỹ cách đây khoảng 60 triệu năm. Ngoài ra những truyền thuyết địa phương thêu dệt nên hình tượng những con rùa cco kích thước rất lớn góp phần làm nên danh tiếng cho chúng.

## Các loài

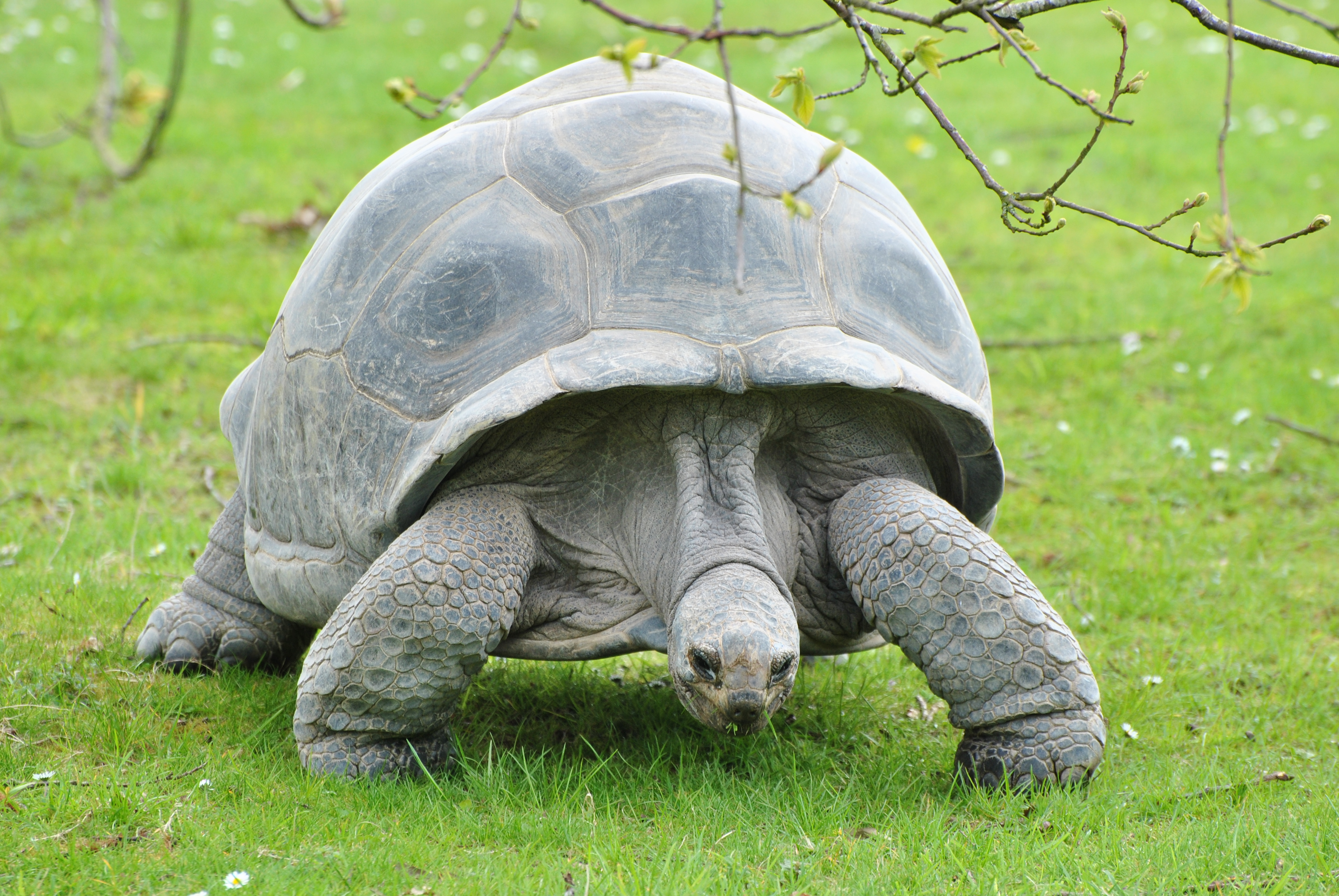

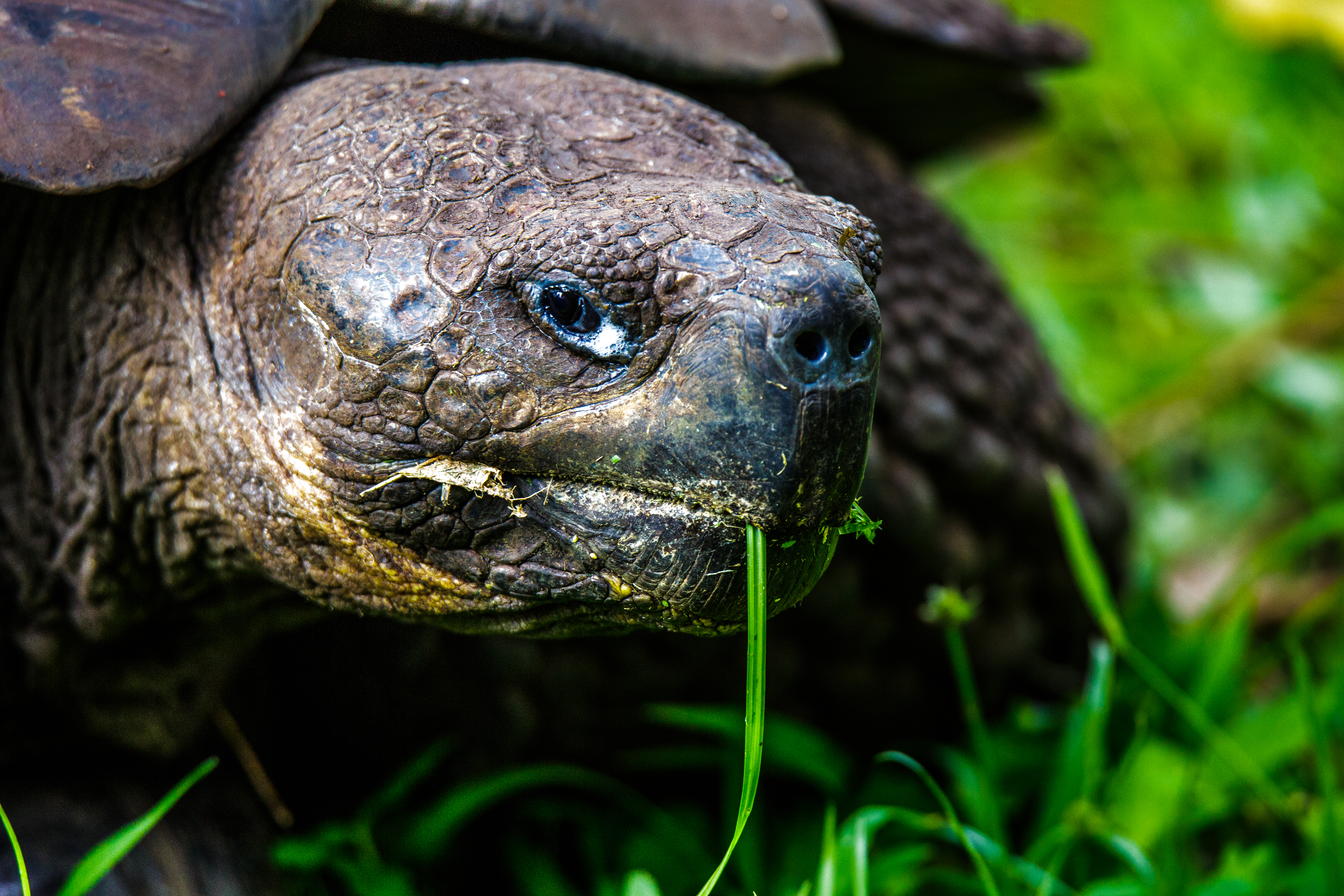

Các loài rùa trong bộ rùa có thể chia làm 03 loại chính là rùa biển, rùa cạn và rùa đầm (rùa ao), trong đó các loài rùa đầm có kích thước nhỏ nhất do sống trong ao hồ, trong khi đó các loài rùa biển và nhiều loài rùa cạn có kích thước lớn và rất lớn, các loài rùa biển thường có kích thước lớn hơn so với các nhóm rùa còn lại do chúng sống ở môi trường biển và đã tiến hóa để thích nghi vơi cuộc sống trong đại dương bao la và có nguồn thức ăn phong phú, đa dạng. Loài rùa khổng lồ số 1 thế giới là rùa da (Dermochelys coriacea), khi trưởng thành, loài rùa này có thể nặng tới 650 kg, dài khoảng 2,1m, chúng là loài rùa có kích cỡ còn tương đương với những loài rùa tiền sử cổ đại.
Tiếp theo là rùa Quản Đồng (Cretta caretta), khi trưởng thành có thể nặng tới 545 kg, dài 2,13m. Đồi mồi dứa (Chelonia mydas) con trưởng thành nặng tới 500 kg, dài 1,4m. Đối với các loài rùa cạn thì Rùa Galápagos hoặc Rùa khổng lồ Galápagos (Chelonoidis nigra) là loài rùa còn sống lớn nhất và nằm trong danh sách 10 loài bò sát còn sống nặng nhất, đạt trọng lượng hơn 400 kg và chiều dài hơn 1,8m. Rùa khổng lồ Aldabra (Aldabrachelys gigantea) là một trong những loài rùa cạn lớn nhất trên thế giới. Khi trưởng thành, loài rùa này có thể nặng tới 360 kg và dài đến 1,5m.
Các loài rùa lớn tiếp theo có thể kể đến là rùa cá sấu (Macrochelys temminckii), là một trong những loài rùa nước ngọt lớn nhất thế giới. Loài rùa này có đầu to, bộ hàm cực khỏe, mai nhiều gai, cùng vẻ hung dữ, nên chúng thường được gọi là "quái thú rùa". Khi trưởng thành, loài rùa này có thể nặng đến 183 kg, dài khoảng 81 cm. Một thanh niên đi câu cá và bắt được một con rùa nặng tới 25 kg tại hồ Earlswood, West Midlands, Anh, con rùa khoảng 80 tuổi và đã sống trong hồ Earlswood khoảng 10 năm. Con rùa này thuộc giống rùa ở Nam Mỹ là một trong số những loài rùa nước ngọt lớn nhất thế giới.
Đồi mồi (Eretmochelys imbricata) là một loài rùa biển thuộc họ Vích, khi trưởng thành, loài rùa này có thể nặng đến 127 kg, dài khoảng 1m. Đồi mồi dứa Galápagos (Chelonia agassizii), chỉ kém rùa Đồi mồi, khi trưởng thành, loài rùa khổng lồ này có thể nặng tới 126 kg, dài khoảng 1m. Rùa lưng phẳng (Natator depressus) là một loài rùa biển đặc hữu của thềm lục địa Úc, trọng lượng khi trưởng thành đạt tới 84 kg, dài 94 cm. Rùa Kemp (Lepidochelys kempii) khi trưởng thành đạt trọng lượng khoảng 50 kg, dài 90 cm. Vích (Lepidochelys olivacea) là một loài rùa biển khi trưởng thành có thể đạt trọng lượng lớn nhất khoảng 50 kg, dài 70 cm.

### Rùa Galapagos

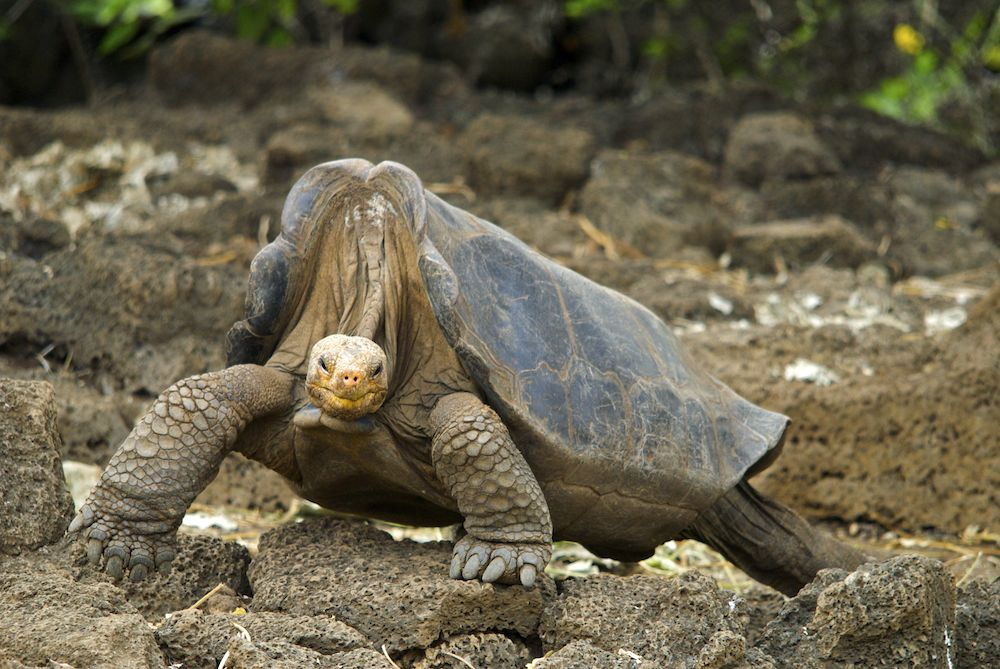
Rùa khổng lồ Galapagos

Rùa Galapagos hiện là loài rùa lớn nhất trên cạn, chúng di chuyển chậm chạp và nặng tới 400 kg, dài tới 2m, một số con có chiều dài hơn 1,5 mét và trọng lượng 250 kg. Một số cá thể già nua đạt kích thước tới 500 kg. Rùa khổng lồ trở thành biểu tượng của Quần đảo Galapagos. Chúng còn sót lại trên hòn đảo khi đảo mới hình thành. Các loài rùa Galapagos trên quần đảo này đều có nguồn gốc xa xưa, từ kỷ nguyên tiến hóa thứ 2. Môi trường sống trên mỗi hòn đảo tách biệt đã biến đổi phần nào bộ dạng chúng. Chúng còn là loài sống lâu nhất trong số những động vật có xương sống, với tuổi thọ trung bình trên 100 năm (kỷ lục là 152 tuổi. Chúng cũng là loài rùa lớn nhất thế giới,. Trong số 15 loài rùa khổng lồ ở quần đảo Galapagos, có 04 loài đã tuyệt chủng
Đến nay chỉ còn một loài rùa còn tồn tại trên đảo Santa Cruz (Chelonoidis porteri), sau phát hiện thêm một loài rùa nữa còn sống trên đảo, đó là còn hàng trăm con rùa khổng lồ đang sống ở phía đông đảo Santa Cruz, tách biệt loài rùa cũ tập trung ở phía Tây hòn đảo. Loài mới này có tên gọi là Chelonoidis Donfaustoi, quần thể rùa ở phía tây đảo có số lượng khoảng 2.000 con và sống trong một khu bảo tồn thiên nhiên quốc gia, trong khi nhóm rùa mới được phát hiện sống ở phía đông có số lượng chỉ 250 con và dễ gặp nhiều nguy hiểm hơn. Loài rùa này đang được chú trọng bảo tồn do chỉ có 250 cá thể còn sót lại trong tự nhiên. Ban đầu, các nhà khoa học lầm tưởng rùa Đông Santa Cruz cùng một loài với rùa khổng lồ Chelonoidis porter. Loài này có đến 2.000 cá thể, sống ở phía tây đảo.
Trên quần đảo Galapagos có 3 loài rùa khổng lồ mang hình dạng đặc trưng cơ bản, gồm loài có hình dáng mai bằng, mai tròn, mai dẹp. Cả ba loài rùa này vốn có chung một nguồn gốc, nhưng môi trường 3 hòn đảo khá khác biệt, nên quá trình tiến hóa cũng khiến chúng có bộ dạng khác nhau. Cả ba cùng đến từ lục địa, nhưng đã phát triển khác nhau do tác động môi trường của mỗi hòn đảo. Đảo Pinta rất khô cằn, ít thức ăn, nên rùa nhỏ hơn, có chiếc cổ dài, đầu nhỏ, mai hình vòm. Những đảo mưa nhiều, độ ẩm cao, cây cối xanh tốt thì rùa rất to, mai bằng, dẹp, đi lại nặng nề. Loài rùa khổng lồ trên lục địa đã tuyệt chủng từ hàng ngàn năm trước. Môi trường tách biệt với con người của đảo quần Galapagos đã bảo tồn được loài rùa khổng lồ đến ngày nay. 

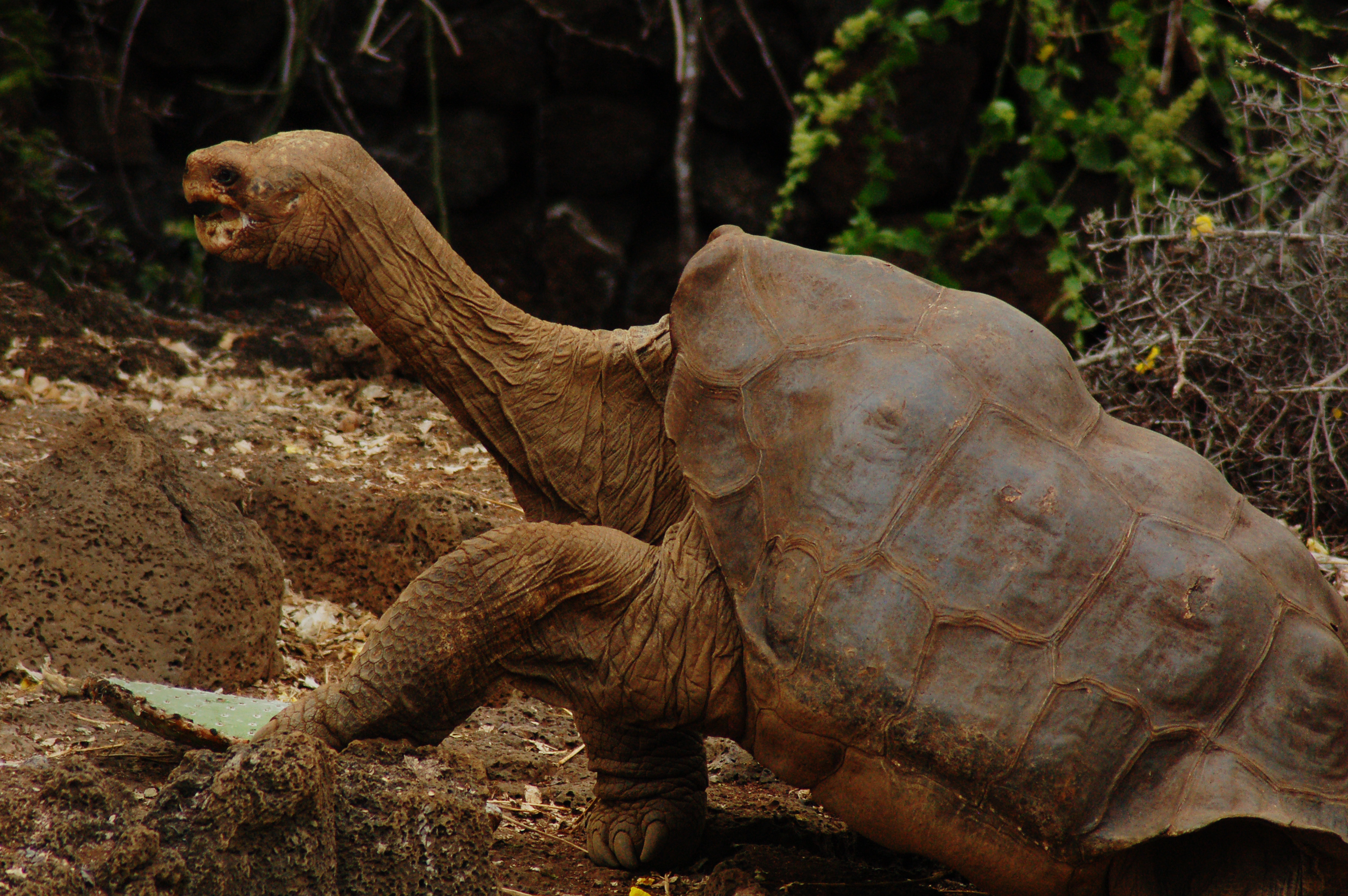
Rùa George - Kẻ cô độc

Rùa George cô đơn là cá thể rùa cuối cùng trên quần đảo Galapagos qua đời năm 2012. Nó hơn 100 tuổi. Rùa La Pinta có thể nặng tới hơn 100 kg. George cô đơn được phát hiện trên quần đảo Galapagos (đảo Isabela) năm 1972, "George cô đơn" nặng khoảng 90 kg. Nó là cá thể duy duy nhất còn sót lại của một loài đã tuyệt chủng từ hàng trăm năm trước, may mắn là hơn 1.600 cá thể rùa khổng lồ thì 17 trong số đó là rùa lai, có cha hay mẹ là rùa giống George (Chelonoidis abingdoni), năm trong số rùa lai đang ở độ tuổi vị thành niên, là rùa thuần chủng. Rùa George là các sinh vật khổng lồ, đạt đến trọng lượng hơn 400 kg và dài đến 1,8 m.
Loài rùa Chelonoidis hoodensis sinh sống trên đảo Espanola ở cực nam của quần đảo Galapagos, lịch sử từng ghi nhận số lượng rùa lên tới 5.000 cá thể. Cá thể rùa Lothario Diego, 100 tuổi là cha của khoảng 40% con non chào đời trong suốt 50 năm qua ở đảo Espanola. Loài rùa khổng lồ Chelonoidis hoodensis dài 90 cm, chiều cao lên tới 1,5 mét, nặng 80 kg. Cách đây 50 năm, ở Espanola chỉ có hai con rùa đực và 12 con rùa cái. Năm 2010, các nhà khoa học kiểm tra DNA và phát hiện Diego là cha của ít nhất 800 trong số 2.000 con rùa sinh ra trên đảo Espanola.
Rùa Nigrita là một con rùa khổng lồ Galapagos 80 tuổi, được ấp thành công tại vườn thú Zurich, Đức, cho ra đời chín con rùa non. Nigrita ghép đôi với một con đực kém nó 36 tuổi. Nigrita nặng khoảng 90 kg, trong khi con rùa ghép đôi với nó tên Jumbo có trọng lượng lớn gấp đôi. Những con non nhỏ với lớp mai cứng nặng 0,1-0,2 kg. Rùa "Pepe nhà truyền giáo" qua đời ở tuổi 60 năm 2014 thuộc loài Chelonoidis becki, là phân nhánh lớn nhất trong 11 giống rùa ở đảo Galapagos. Cân nặng tối đa của chúng lên tới 400 kg. Trong thời gian còn sống, "Pepe nhà truyền giáo" được coi là linh vật ban phước và là một nguồn thu hút khách du lịch tới thăm đảo.
Rùa Jonathan được coi là sinh vật bò sát sống thọ nhất tính đến thời điểm hiện tại. Jonathan, con rùa cuối cùng sống sót trong số ba con rùa trên đảo St Helena từ năm 1882. Vào thời điểm đó, Jonathan ít nhất 50 tuổi, do đó, tuổi hiện giờ của Jonathan khoảng 183. Trong một bức ảnh chiến tranh Boer, chú rùa đứng cạnh một tù nhân chụp năm 1900. Rùa Jonathan thuộc loài Seychelles, một trong những giống rùa cạn trọng lượng lớn nhất thế giới. Cân nặng của loài Seychelles có thể lên tới 250 kg. Jonathan bị mù do bệnh đục thủy tinh tế, khứu giác đã mất, không thể tự tìm thức ăn nhưng thính giác vẫn rất tốt.

### Rùa Aldabra

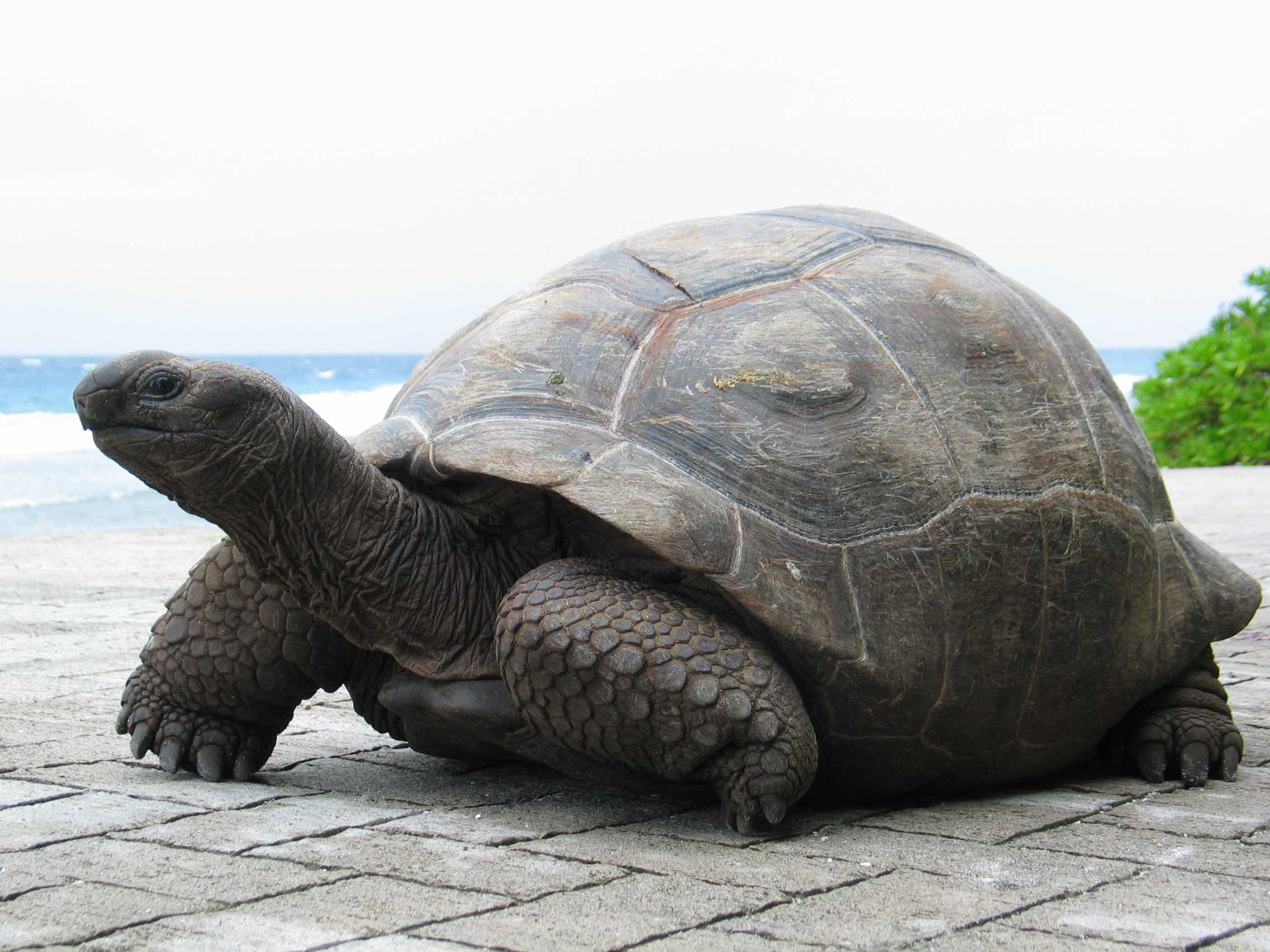
Rùa khổng lồ Aldabra

Loài rùa Aldabra có nguồn gốc từ vùng Aldabra Atoll, Ấn Độ Dương. Khi trưởng thành nó có thể nặng 227 kg, mai dài đến 122 cm và có thể sống qua 1 thế kỷ. Những con rùa Aldabra siêu lớn tại Sở thú Paignton là do người ta nhập lậu vào nước Anh hồi năm 1986. Rùa Aldabra nằm trong danh sách có nguy cơ tuyệt chủng của Hiệp hội bảo vệ môi trường tự nhiên thế giới. Loài rùa khổng lồ Aldabra sinh sống chủ yếu trên quần đảo cùng tên của Seychelles, quốc gia nằm ngoài khơi bờ biển châu Phi.
Loài rùa khổng lồ Aldabra là một trong những loài rùa lớn nhất thế giới. Khi trưởng thành, chúng dài khoảng 1,2 m, nặng trung bình 225 kg. Việc khai thác gỗ tràn lan kéo dài cho đến đầu những năm 1980 đã tàn phá những rừng gỗ mun bao phủ hơn 20 ha vùng Ile aux Aigrettes của đảo Mauritius và làm biến mất loài rùa này. Do đó, vào năm 2000, chúng đã được đưa lên đảo trở lại để ăn trái của cây mun và giúp phát tán các hạt cây mun khắp đảo.
Một con rùa Aldabra hơn 100 tuổi vừa qua đời vì già tại công viên Silver Springs Nature ở bang Florida, Mỹ. Một con rùa khổng lồ thuộc loài Aldabra có tên Timmy sống trong Sở thú Paignton (Anh) đã bị thương khi đánh nhau với đồng loại. Vết thương khá nghiêm trọng vì mai rùa bị vỡ một mảng lớn. Rùa Timmy năm nay đã được 23 tuổi và nặng 153 kg. Các nhân viên sở thú vừa lo chăm sóc vết thương, vừa tìm cách khắc phục hậu quả vỡ mai rùa.Theo sự phát triển bình thường thì mai rùa sẽ tự lành sau 18 tháng. Nhưng trong suốt một năm rưỡi đó thì phải có vật gì che chắn tạm thời.

### Rùa mai mềm

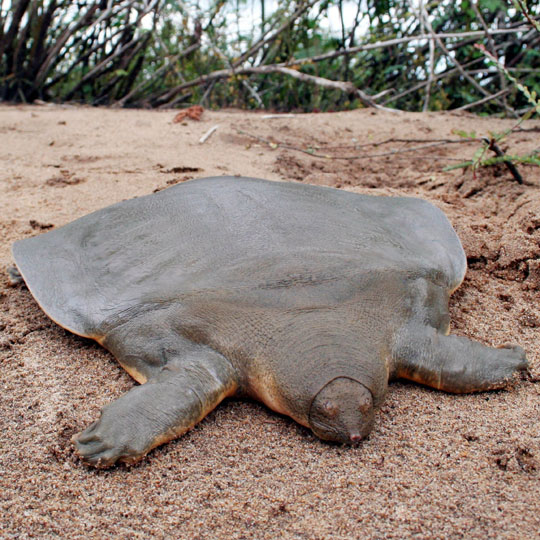
Rùa mai mềm khổng lồ

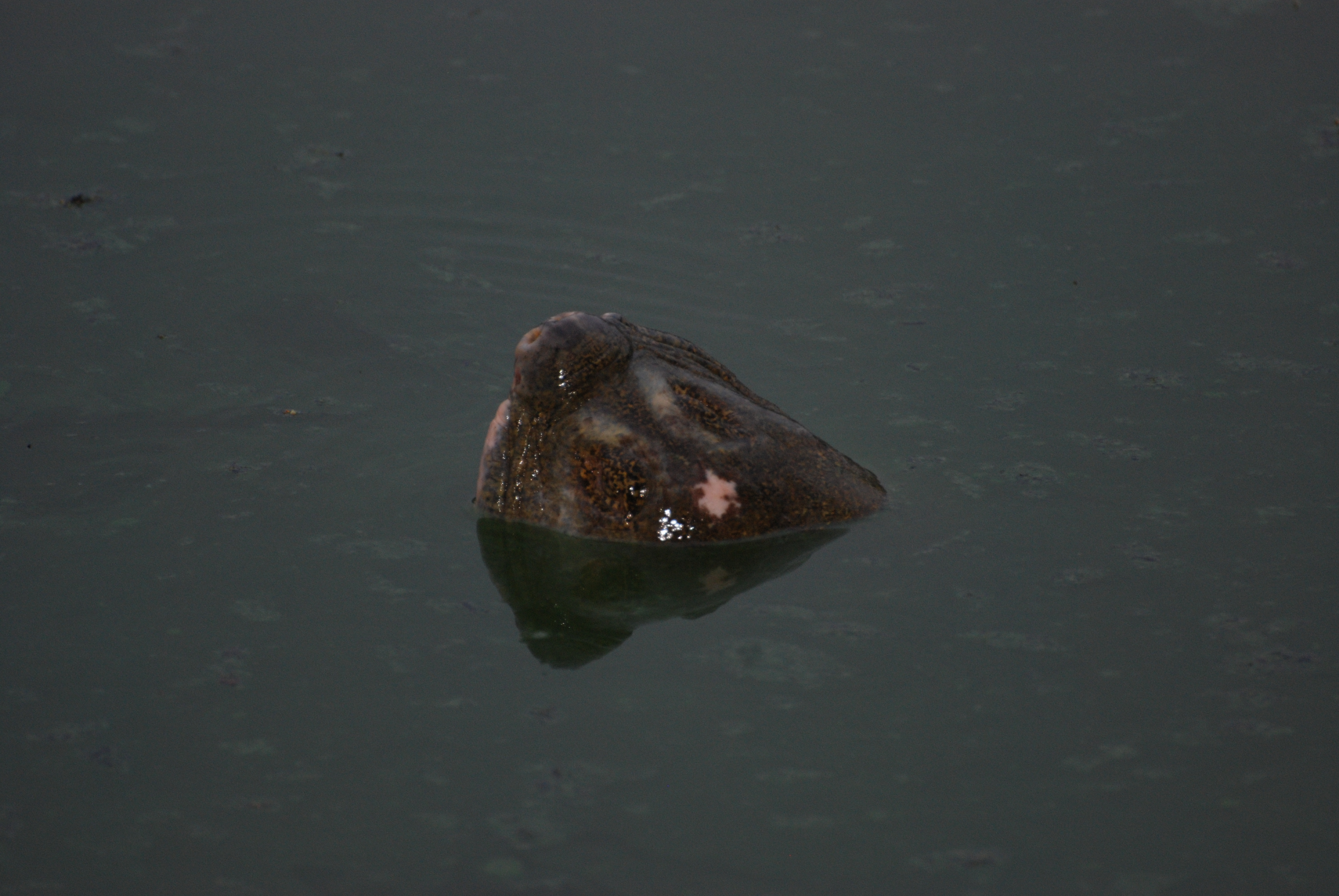
Rùa Hồ Gươm (Rafetus leloii)

Trên thế giới chỉ ghi nhận được 3 cá thể rùa mai mềm khổng lồ. Cá thể thứ ba sống tự nhiên ở hồ Đồng Mô của Việt nam, được cho là con đực. Rùa mai mềm khổng lồ sông Dương Tử (Rafetus swinhoei) là một trong những loài có nguy cơ tuyệt chủng rất cao. Rùa mai mềm khổng lồ là loài rùa nước ngọt lớn nhất hiện nay. Chiều dài tối đa có thể lên tới 100 cm, chiều rộng 70 cm và cân nặng từ 70 đến 100 kg. Các mẫu vật rùa từng thu được ở sông Dương Tử có cân nặng trung bình 25 kg. Chúng có thể sống gần một thế kỷ và nặng khoảng 90 kg. Số lượng loài này giảm mạnh vào nửa cuối thế kỷ 20. Chúng bị ảnh hưởng nghiêm trọng bởi những dự án đô thị hóa khiến môi trường sống bị thu hẹp đáng kể. Chúng là loài nhạy cảm vì thường bị săn bắt để lấy trứng, da và thịt, trong khi môi trường sống của chúng dễ bị ảnh hưởng do biến đổi khí hậu.
Ở Việt Nam có 2 loài rùa khổng lồ là Pelochelys cantorii (Giải khổng lồ, được định danh năm 1864) và Rafetus swinhoei (Giải swinhoei, được định danh năm 1873), Pelochelys cantorii có những đặc điểm như mai dẹp, tròn, có chiều dài lớn hơn chiều rộng chút ít. Đầu màu xám có các đốm thẫm nhỏ, cằm màu trắng đục. Chân và cổ màu xám xanh ở phía trên, màu kem ở phía dưới. Trên cổ có các gờ da nổi lên. Chân có màng bơi, có các u nhỏ hình vảy xếp dọc theo mép dưới của chi trước. Con đực nhỏ hơn con cái nhưng có đuôi dài và dày hơn. Trọng lượng cơ thể đạt 30–60 kg, chiều dài mai có thể đạt tới 100 cm, tiêu bản ở Cúc Phương (Ninh Bình) có chiều dài mai là 50 cm phân bố ở vùng Bắc Trường Sơn, Nghệ An. Rùa Đồng Mô, được cho là có họ hàng với rùa Hồ Gươm.
Loài giải Sinhoe hay rùa Hồ Gươm (Rafetus swinhoei) mai dẹp có hình dạng thuôn gần giống hình chữ nhật. Mai màu xanh nâu hoặc nâu đen, có những đốm màu vàng và nhiều chấm vàng nhỏ nằm xen giữa (đôi khi tạo thành vòng tròn bao quanh đốm lớn hoặc xếp thành các sọc). Trong Sách Đỏ Việt Nam xuất bản năm 1992 chỉ xác định được rùa Hồ Gươm thuộc loài giải (Pelochelys bibroni). Nó có đầu dài với phần miệng giống như mõm lợn. Kích thước của nó có thể dài trên 100 cm, rộng trên 70 cm và cân nặng khoảng 120–140 kg.
Mai của chúng giải Sinhoe thể dài và rộng trên 50 cm. Đầu dài trên 20 cm và rộng trên 10 cm. Con đực nhỏ hơn con cái nhưng có đuôi to và dài hơn. Một cá thể được phát hiện có chiều dài chừng 60 cm, cân nặng từ 80 – 90 kg được phát hiện ở một hồ nước nằm ở phía tây Hà Nội, có chiều dài 0,9m, ngang 0,7m, cân nặng 80–90 kg, có đốm màu rằn ri trên đầu, mép màu vàng, mai màu trắng xanh, chưa xác định được giới tính. Cá thể rùa này sống tự nhiên hoàn toàn
Rùa Hồ Gươm và những mẫu xương rùa thu thập được tại sông Mã (Thanh Hóa), Lương Sơn (Hòa Bình), Ba Vì (Hà Tây), Hạ Hòa (Phú Thọ) đều cùng thuộc loài giải Thượng Hải. Trước đây người ta hay gặp một vài vũng đất cứng, song lại có hình dạng như một cái chảo to bị người ta ấn mạnh xuống đất, gần đó xuất hiện những ổ trứng rùa. Mỗi quả to hơn quả trứng ngỗng, màu trắng xanh. Đặc biệt, có những vết chân rùa đi trên cát mà khoảng cách hai chân lên tới cả mét. Hiện tại rất khó để bắt gặp rùa khổng lồ nổi lên mặt nước. Loài Rafetus Swinhoei được phân bố trải dài từ Trung Quốc xuống Việt Nam theo lưu vực sông Hồng, hiện tại ở Việt Nam chỉ còn hơn 2 cá thể rùa khổng lồ (một trong hai là rùa Hồ Gươm)

### Rùa da

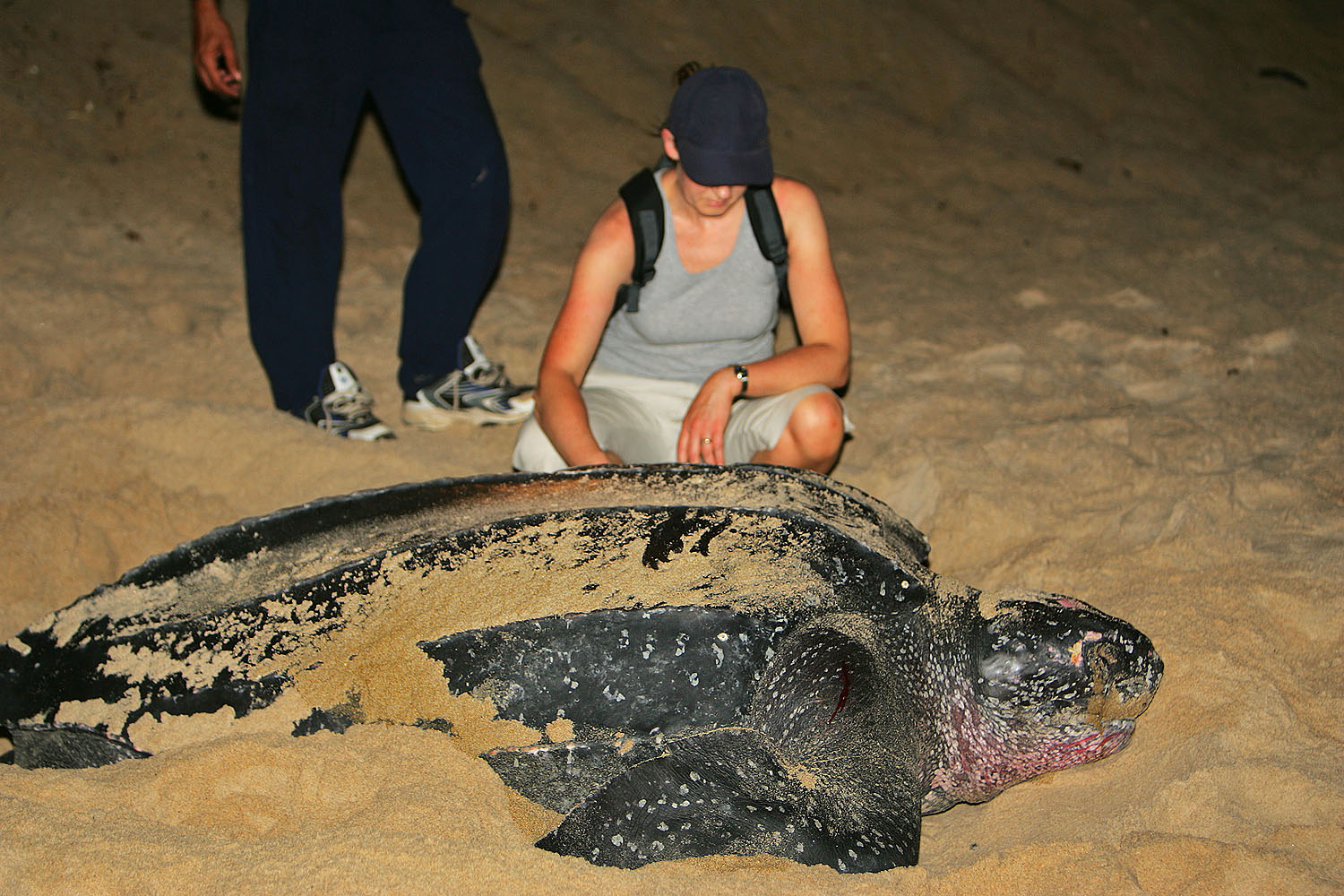
Một con rùa da đang đẻ trứng

Rùa da (Dermochelys coriacea) hoặc rùa luýt được biết đến là loài rùa lớn nhất hành tinh, và là loài bò sát lớn thứ tư sau 3 loài cá sấu. Khi trưởng thành dài đến 2m, thậm chí 3m, trọng lượng cơ thể từ 250 đến 700 kg. Con rùa to nhất dài 3m, nặng 916 kg. Đặc điểm khác biệt của loài rùa này là không có mai. Lưng của chúng được phủ một lớp da dày, rất dai. Đôi chân chèo đằng trước của chúng có thể sải chân lên tới 2,7 mét, dài nhất trong số các loài rùa biển.
Chúng không có răng, chúng chỉ có lớp sừng sắc dính vào môi trên (các điểm trên rìa cắt sắc nhọn) và các gai mọc ngược trong họng, giúp chúng nuốt thức ăn dễ dàng. Thức ăn ưa thích của rùa da là các loài sứa, con trưởng thành gần như chỉ ăn sứa, chúng thường di cư giữa những vùng nước lạnh, nơi có rất nhiều sứa sinh sống, chế độ ăn ép buộc của chúng mà rùa da được coi là một tác nhân kiểm soát số lượng quần thể sứa. Rùa da cũng ăn những loài động vật biển thân mềm như động vật sống đuôi và động vật chân đầu.
Đây là loài có khả năng lặn sâu, thường bơi lội, kiếm ăn và nghỉ ngơi ở độ sâu 1.200m (4.200 feet) dưới đáy biển. Chúng nhịn thở được tới 70 phút dưới đáy biển. Tốc độ di chuyển đến 35,28 km/giờ (tức gần 10m/giây hoặc 21,92 mph) trong môi trường nước, chúng có tốc độ bơi vì chúng có đôi chân chèo to, rộng, rất khỏe. Chúng còn là loài bò nhanh nhất, lặn sâu, bơi nhanh nhất và quá trình trao đổi chất của rùa da cao hơn các loài bò sát cùng kích thước khoảng 3 lần. Cường độ hoạt động của rùa da rất cao, chúng chỉ dùng khoảng 0,1% thời gian để nghỉ ngơi, sự vận động mạnh mẽ, khiến chúng duy trì mức độ thân nhiệt cao, ổn định và tạo ra hệ thống cơ bắp mạnh mẽ.

## ỞViệt Nam

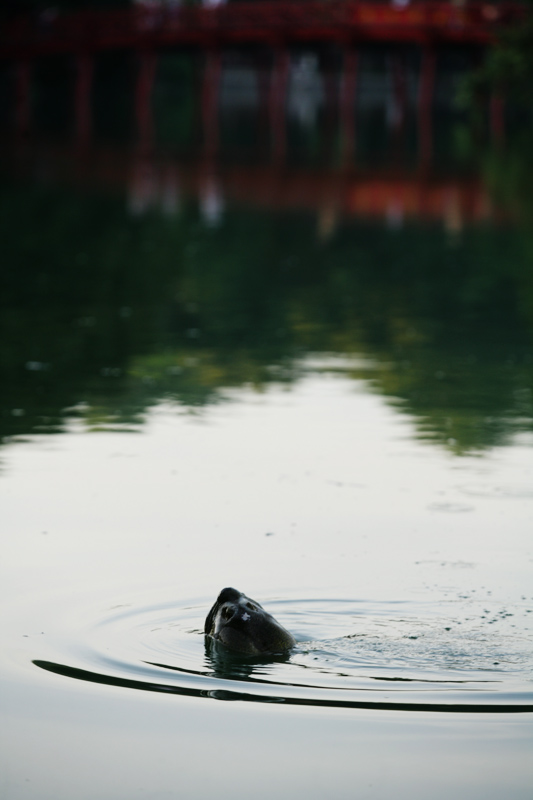
Rùa Hồ Gươm là một trong những cá thể rùa lớn nhất đã được ghi nhận

Ngày trước, loài giải ở sông ngòi không hiếm, trong đó loài có kích thước lớn là con rùa ở Hồ Gươm (hay chính xác là con giải), nó là loài rất lớn, sống ở sông sâu, ao đầm rộng lớn, thi thoảng thò đầu lên thở phì phò, thậm chí táp trộm cả gà vịt khi đang vặt lông ở bờ sông. Người dân nhiều vùng hay gọi là thuồng luồng để dọa trẻ con không mò ra sông nghịch ngợm. Việt Nam từng lưu truyền các câu chuyện về rùa khổng lồ kéo cả trâu mộng chìm xuống sông Hồng ở Phú Thọ, hay về con rùa khổng lồ, nuốt cả người ở Bắc Giang và việc săn được con giải nặng 1,2 tạ tại Hòa Bình hay một con giải nặng 1,4 tạ săn được ở Yên Bái, có mai bằng chiếc mâm.
Vào đầu thập kỷ 90 của thế kỷ trước, xóm Lau Nghĩa, xã Thái Bình, khi đi câu ở đầm Quỳnh Lâm cũng đã bắt được một con rùa nặng tới 84 kg, con rùa nặng kỷ lục cũng được bắt ở đầm Quỳnh Lâm vào năm 1991, nặng tới 131 kg. Con ba ba khổng lồ bắt được ở đầm Quỳnh Lâm, hiện trưng bày ở Bảo tàng Hòa Bình chính là con giải, là loài rùa Hồ Gươm khổng lồ, với cân nặng 121 kg, chiều dài 1,5m, nó có tuổi khoảng 300 năm Ngoài ra, những câu chuyện kể tại vùng sông Hồng xác tín về một con giai khổng lồ bị đặt được với cân nặng 2,5 tạ.

### Yên Bái
Rùa khổng lồ ở Yên Bái đã được ghi nhận là từng xuất hiện, loài vật mà mọi người vẫn quen gọi là rùa Hồ Gươm thực ra có rất nhiều và gọi là con giải, hoặc ba ba khổng lồ, vào mùa rét, từ tháng 10 đến hết tháng giêng, đặc biệt là thời gian tháng 11 âm lịch, hay có gió mùa, rùa khổng lồ thường tìm đến chỗ nông, khoảng chừng một mét nước để đánh hố như vũng trâu, rồi nó nằm im trong vũng đó, nhiều người dân địa phương cũng chứng kiến chúng nằm phơi nắng. Rùa khổng lồ thường vào cù lao đào ổ, Rùa hay ở chỗ nào thì chỗ đó không bao giờ có cá, nhiều lần lưới mắc cá, cả vó bè bị rùa khổng lồ xé rách tả tơi, nên nhìn thấy chỗ nào có dấu vết rùa khổng lồ là tránh xa. Những người đánh cá thường tránh những nơi có rùa khổng lồ, vì nơi đó, không có cá, lại dễ bị rùa xé lưới.
Những mô tả của người dân địa phương về những con rùa khổng lồ này, những con rùa khổng lồ trong đầm đều to như cái nong tằm, nặng cỡ tạ, mỗi khi lên bờ, nó bò nghênh ngang, không đi lách như con thú được, nên vết nó bò như máy ủi đi qua, cây cối, cỏ lác đổ rạp xuống đất thành một vệt to. Móng vuốt của rùa khổng lồ thì cực sắc và nó đào ổ cực khỏe. Có nhiều chỗ đất đá sỏi gan trâu, cứng như thép, cuốc bổ quằn lưỡi, thế nhưng rùa vẫn bò lên đào ổ tung tóe. Chiều rộng của ổ thường bằng thân rùa, chiều sâu chừng 40 cm, vết móng rùa cào, vết riềm nó miết vào đất nhẵn thín là vết con giải.
Giống giải khổng lồ này sức khỏe, lại chạy nhanh như cướp mà không chậm như rùa, thi thoảng vẫn nhìn thấy rùa khổng lồ nổi ở giữa đầm, khi rùa khổng lồ đi kiếm ăn, nó cũng phải nổi. Nó nổi đầu lên để quan sát xem trong bán kính hàng trăm mét có người hay không, nếu không có người, nó tiếp tục lặn xuống săn cá, còn có người, nó lặn, không để lại tăm hơi, thứ hai, mỗi khi xơi tái một con cá to, nó phải thò đầu lên mặt nước hà bớt mùi tanh hôi của cá. Loài giải khổng lồ chỉ nổi đầu vào những ngày mặt nước yên tĩnh, hôm nào sóng lớn, nó nhất định không nổi, vì không quan sát xung quanh được.
Trước đây ở đầm liên tục nhìn thấy những con rùa to như cái nong, cổ to bằng cái phích nổi lên mặt nước vào những năm 80 của thế kỷ XX, do có thời gian người dân dùng mìn đánh cá, nên rùa khổng lồ đã bò qua đập tràn sang đầm Cây Xoan rồi thoát ra sông Hồng, hiện chỉ phát hiện những con rùa cỡ 5–7 kg, nhưng không gặp loại to như cái nong. Các loài thuộc giống rùa, ba ba đều rất sợ sấm, sét, tiếng mìn nổ giống tiếng sấm, vì đánh mìn, nên có thể chúng đã bò hết ra sông Hồng vào những ngày nước tràn qua đập trong mùa mưa lũ. Từ sau vụ con rùa nặng 140 kg bị bắn chết, loài rùa khổng lồ này biến mất khỏi đầm Minh Quân. Thi thoảng vẫn có người bắt được một con, nhưng chỉ nặng cỡ vài ba chục kg, những con còn lại trong đầm rất cảnh giác, luôn né tránh con người. Những con chưa thoát ra sông Hồng thì ẩn nấp kỹ trong những hang hốc, những vực sâu tới 30m..

### Phú Thọ
Rùa Hồ Gươm khổng lồ có rất nhiều ở các đầm, hồ ven sông Hồng thuộc Phú Thọ và Yên Bái. Người dân đã quá quen với loài này, song không phải ai cũng bắt được chúng. Giải là loài khỏe mạnh cả ở dưới nước lẫn trên bờ. Nếu ở dưới nước, dùng tay không, dù vài chục người cũng không thể vật được nó. Người dân đánh cá được trắm đen nặng 50–60 kg, song chưa tóm được giải. Tất cả các loại lưới đều bị nó xé toạc. Với những con rùa nặng trên một tạ, cuộc vây bắt diễn ra có thể nhiều giờ đồng hồ. Đầm Ao Châu nằm trên địa phận 3 xã Ấm Thượng, Ấm Hạ và Y Sơn (Hạ Hòa, Phú Thọ), đón nước từ bảy con suối. Đầm này rộng 200 ha vào mùa khô và rộng 300 ha vào mùa mưa, nhiều chỗ sâu từ 20 đến 30 mét. Vì hồ rộng lớn, nước sâu, trong lành, nên có nhiều loài cá lớn, và loài rùa khổng lồ, lưng to bằng tấm chiếu, cứ bằng cái nong một cư trú. 

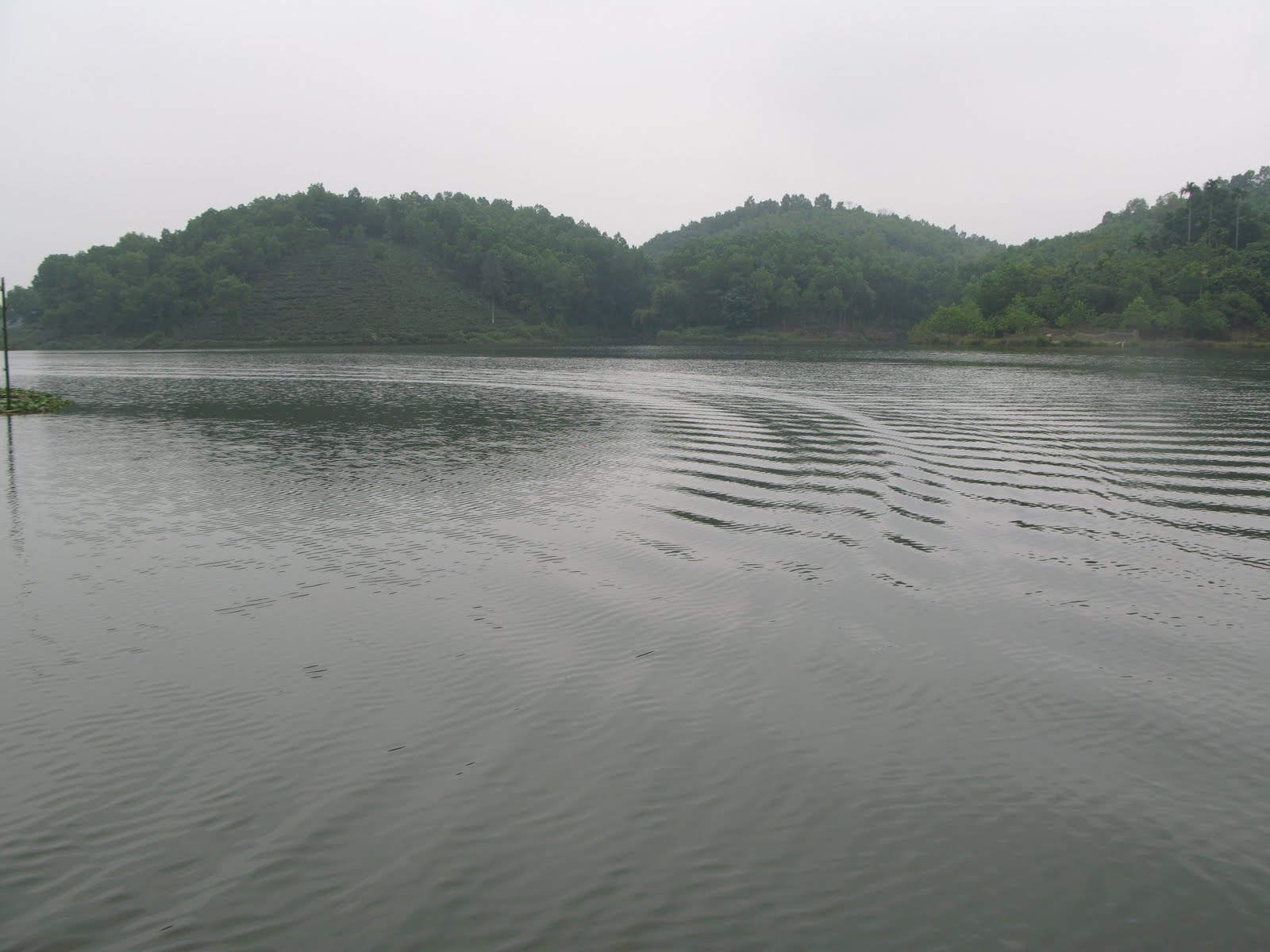
Đầm Ao Châu là mơi từng được cho là đã xuất hiện nhiều cá thể rùa khổng lồ

Trước đó, rùa khổng lồ ở Ao Châu nhiều đến nỗi trên đường vào rừng hoặc đi ra có người gặp một vài con nổi như cái đảo tí hon giữa hồ. Nhiều khi chúng hứng chí chúng đuổi nhau, đầu ngóc lên mặt nước, trông xa cứ như đàn chuột. Việc người dân không tìm cách bắt chúng không phải vì chê thịt loài rùa này, mà đơn giản là vì không thể bắt nổi. Chúng vừa tinh khôn vừa khỏe như hà mã, nên sức người không thể vật nhau với chúng ở dưới nước. Tuy nhiên, quanh hồ, có những thợ săn rùa đã lôi lên từ lòng hồ nhiều con rùa khổng lồ để xẻ thịt ăn, đem bán và chia cho dân làng. Đùi rùa to và nhiều thịt hơn cả đùi lợn, nên chặt ra nấu một nồi đại, cả nhà ăn không hết. Thịt rùa khổng lồ mùi vị cũng không khác mấy thịt ba ba, nên không ấn tượng lắm.
Kể từ ngày vỡ đập do lũ sông Hồng vào năm 1971, rùa khổng lồ ở đầm Ao Châu ít hẳn, thậm chí gần như biến mất. Có thể chúng đã ra sông Hồng hết. Sau trận vỡ đập năm đó, chỉ săn được một con rùa, một con nặng 140 kg vào năm 1972, một con cỡ một tạ cũng vào năm đó, và năm 1974, bắt được một con kỷ lục, nặng tới 250 kg rùa này to như tấm chiếu, sống dễ đến trăm năm tuổi và sức khỏe, thân thể to lớn, tấm mai mốc rêu ngàn năm như tảng đá. Lưng bị xuyên thấu bởi mấy chiếc đinh ba, máu chảy bọt sùi tràn thành vũng, song rùa vẫn rất khỏe, dữ tợn. cây tre đực to bằng bắp chân đâm vào đầu bị rùa đớp trọn, nghiến một lúc thì nát bét cả gốc tre đực
Trong cuộc săn rùa, khi phát hiện rùa nổi ở khu vực nào, những thợ săn này sẽ chèo thuyền tiến lại, dọa cho chúng lặn thẳng xuống bùn. Nếu chúng lặn xuống khu vực sâu trên 10 mét thì không thể bắt được, nhưng nếu ở chỗ sâu vài mét, thì sẽ tiến hành truy bắt. Ngay sau khi rùa khổng lồ lặn xuống, chúng sẽ chạy dưới lòng hồ để tìm chỗ trốn. 4 chân ở hai bên mai khi cào xuống bùn sẽ tạo thành hai đường tăm thẳng hàng trên mặt nước. Người săn rùa phải tính được độ sâu của khu vực rùa lặn, tốc độ rùa chạy thì mới xác định đúng điểm cần đâm. Người săn rùa sẽ dùng đinh một đâm đón đầu vào điểm giữa của hai dải tăm để trúng tâm mai rùa. Nếu đâm trượt, rùa hoảng chạy thoát thân thì cả khu vực rộng lớn sẽ đục ngầu, không thể tìm được rùa nữa, hoặc chúng bơi ra chỗ nước sâu, chui vào hầm đáSát thủ diệt rùa và 'rùa Hồ Gươm' khổng lồ nặng 2,5 tạ ở Phú Thọ Lưu trữ ngày 18 tháng 9 năm 2017 tại Wayback Machine</ref>
Nếu đâm trúng mai rùa, người thợ săn sẽ dùng búa đóng đinh thật lực, để đinh xuyên qua chiếc mai cứng như đá, cắm vào phần nội tạng của rùa, sau đó, tiếp tục phóng những chiếc đinh ba xuống rồi đóng tiếp. Quá trình đóng đinh vào lưng rùa rất vất vả, bởi loài rùa này rất khỏe, chúng kéo thợ săn chạy nháo nhào trên mặt nước. Khi con rùa đã đuối sức, thợ săn sẽ thả móc sắt xuống, móc chặt vào một bên mai, kéo mạnh, khiến rùa bị lật ngửa lên mặt nước. Họ sẽ dùng những dây lạt dẻo buộc chéo chân rùa lại, khiến nó không thể giãy giụa được nữa. Lúc này, người thợ săn chỉ việc buộc thừng kéo rùa vào bờ. Ngày đó, phương tiện bảo quản không có, nên không tìm được nhiều mối lái, xẻ thịt một con rùa cỡ hơn một tạ, phân phát cho cả xóm ăn
Trong một cuộc săn tại đầm Ao Châu, một con rùa khổng lồ bị trúng lao, bị búa đóng lao thấu vào phần nội tạng của rùa, chiếc lao liên tiếp được phóng xuống và liên tiếp được đóng sâu vào thân rùa. Dù cả chục chiếc lao sắt đã đâm chi chít vào lưng rùa, song nó vẫn còn rất khỏe và hung tợn. Khi rùa đuối sức, họ dùng móc sắt lật ngửa rùa lên, dùng lạt mềm trói chân, buộc mồm rùa lại, rồi khênh nó lên bờ xẻ thịt, hồi thập kỷ 70, nhóm được con rùa nặng 250 kg lên bờ. Dù đã bị cả chục chiếc lao cắm, thủng cả phổi, lòi cả ruột, song con rùa vẫn rất khỏe. Một người đưa cây tre đực vào miệng rùa, nó ngậm chặt. Hàm răng sắc nhọn của nó nghiến một lúc thì khúc tre đặc to bằng bắp chân nát bét, với sức mạnh của hàm răng và móng vuốt rùa, không loại lưới nào có thể chịu được.

### Bắc Giang
Trước đó, sông An Châu có nhiều giải khổng lồ, người dân địa phương cho biết, trong số các loài bò sát bản địa, thì giải là loài khỏe nhất. Một con giải nặng độ 20–30 kg, thì phải 2-3 người mới bắt giữ nổi nó, tóm được con giải 22 kg, buộc dây thừng vào chân, rồi cột vào cây sậy, nó kéo bung cả gốc sậy. Trong đó tại sông An Châu và sông Bến Chủa có con giải khổng lồ, nặng cả tấn, ẩn mình dưới vụng nước rìa làng. Con giải nặng hơn tạ, to như giải ở Hồ Gươm mai chỉ bằng cái lòng mâm, mai bằng cái nong. Con giải thực sự là nỗi sợ hãi của cư dân cả vùng.
Một cái vụng nước, tên là Vực Ram, giải nhiều, dân làng thường xuyên tóm được những con giải to bằng cái nong, cái nia, tặng cả tạ, trước đó vẫn có nhiều con giải to bằng cái chiếu đôi, kéo chìm cả trâu mộng bơi qua sông. Con giải ăn thịt cô gái ở Vực Ram, là con khổng lồ nhất, sống ngàn năm ở cái vực đó rồi. Nó thực sự là quái vật, ăn sâu vào tiềm thức người dân trong vùng. Câu chuyện con giải khổng lồ ăn thịt người, đã diễn ra cách nay cả trăm năm và dần biến thành huyền thoại đầy hấp dẫn, mộng mị.
Nằm ngay chỗ vụng nước làng Sầy, là vụng nước rất sâu và lạnh. Con giải khổng lồ đã trú ngụ ở cái vụng nước đó, nó đào hang, hốc rất sâu, luồn vào trong lòng núi. Ban ngày, người dân xuống suối tắm, tối thì không ai dám ra suối. Riêng chỗ vụng nước, thì không ai dám bén mảng xuống, vì biết phía dưới có con giải khổng lồ. Thi thoảng, vào ban đêm, con giải ngóc đầu lên khỏi mặt nước kêu như tiếng bò rống, nhưng to hơn tiếng bò rất nhiều và vang xa. Những lúc con giải rống, thì dân làng đều sợ, đóng chặt cửa mà run, không dám ra ngoài. Người dân đồn rằng, lúc con giải đói quá, nó bò lên bờ, mò vào ràng, nuốt cả lợn, thậm chí cắn chết trâu, rồi tha xuống vụng nước để rỉa thịt ăn dần, người ta từng kể chuyện con giải khổng lồ ấy ăn thịt người, nuốt cả một người phụ nữ.
Bên sông An Châu, có câu chuyện rùng rợn về con giải khổng lồ, câu chuyện con giải khổng lồ sống lâu năm ở vụng nước, và ăn thịt người. Hàng đêm, con giải khổng lồ trú ngụ trong vụng nước sông An Châu, thuộc làng Sầy (bên kia dãy Yên Tử, thuộc đất Bắc Giang), rống như bò, khiến người dân sợ hãi, không dám ra khỏi nhà. Chẳng ai dám bén mảng đến gần cái vụng nước đó cả. Cách nay gần 100 năm, thời Pháp thuộc, một người phụ nữ, không biết chuyện liên quan đến con giải, mà người dân hay gọi là con thuồng luồng nên đến cái vụng nước kinh hãi đó và đã gặp kết cục bi thảm.
Nạn nhân đã xuống vụng nước ngay ngôi miếu để tắm, cô ra chỗ vụng nước cạnh ngôi miếu, thấy một hòn đá to, nhẵn nhụi nhô lên khỏi mặt nước, nên nhảy lên. Không ngờ, hòn đá đó là mai con giải khổng lồ. Người phụ nữ này vừa lội xuống vụng nước, thì con giải nổi lên đớp, lôi tuột xuống đáy nước, mất tăm mất tích, người dân làng Sầy bảo rằng, con giải đã ăn thịt người phụ nữ kia và ít nhất phải 1 tuần đến 10 ngày sau, khi đói, nó mới lại nổi lên. Mỗi lần bắt lợn, bò, ăn no, nó đều lặn mất tăm mất tích.
Người chồng bèn săn giải để trả thù, như dự báo của người dân, khi đã đói bụng, con giải khổng lồ đã ngoi lên mặt nước, thấy con chó lập lờ ven bờ (mồi nhử), nó táp một cái rất mạnh, rồi nuốt gọn cả xác chó lẫn lưỡi câu, mọi ngươi nghe thấy tiếng con giải rống lên như bò, nhưng vang hơn, to hơn nhiều lần, con giải đã dính lưỡi, nó rống lên, lồng lộn dưới nước, có lúc, nó bò lên bờ, nhìn đen sì, lù lù, to đúng bằng gian nhà, vì nó háu ăn quá, nuốt trọn cả con chó và lưỡi câu vào trong bụng, nên giãy mãi không ra được. Con giải mắc câu cứ giãy đạp, quằn quại 1 tuần thì yếu sức, và nổi lều phều lên mặt nước.
Cả làng ra kéo con giải lên bờ, nhưng không kéo nổi. Phải trưng dụng thêm ba con trâu mộng nữa, cột thêm dây thừng mới kéo được nó lên bờ. Con giải sắp chết, không lết nổi thân nữa, cứ quào quào một buổi rồi chết hẳn, con giải đó phải nặng bằng ba con trâu mộng, tức là cả tấn. Khi mổ bụng con giải chỉ tìm thấy một phần thi thể cùng bộ quần áo của người phụ nữ. Phần lớn thi thể đã bị nó tiêu hóa. Phải 2 ngày sau con giải mới mắc câu. Dân làng dùng nhiều trâu kéo lên bờ làng Sầy không được, vì dốc, đã sang phía bên kia sông để kéo lên.

### Sơn Tây

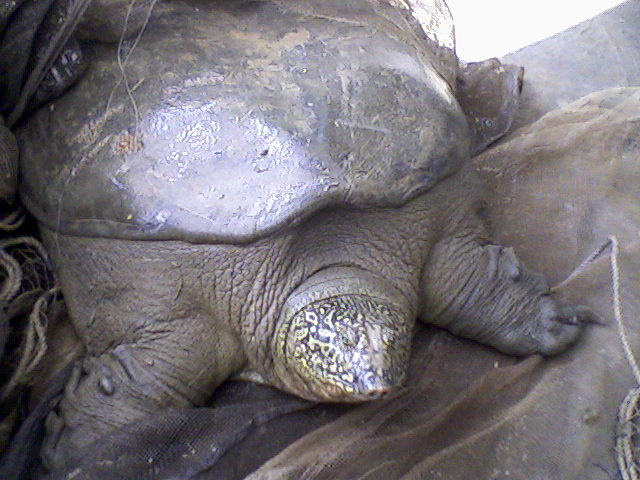
Rùa Đồng Mô

Vào thời điểm cuối năm 2006, các chuyên gia của Chương trình Bảo tồn rùa châu Á nhận được tin xuất hiện một con rùa trong một hồ nước ở Sơn Tây. Trước đây, người dân quanh hồ săn được rùa khổng lồ, loài rùa Hồ Gươm được họ gọi là con ba ba. Với những thiết bị săn bắt chuyên dụng, họ lôi được cả những con rùa nặng cả tạ lên bờ làm thịt, một thợ đánh cá còn tóm được một con rùa nặng tới 60 kg bằng cả mái chèo trong khi nhấc lưới, thấy một con rùa lưng to bằng cái mẹt đang gỡ cá ở lưới ăn, con rùa này không bỏ chạy mất tăm như những con khác, mà quay sang đớp mái chèo, con rùa càng ngoạm chặt hơn. Khi hàm răng sắc lẹm của nó đóng chặt vào mái chèo thì bị kéo tuột nó lên thuyền, vật ngửa nó ra. Nằm ngửa trên thuyền, nó vẫn cứ nghiến mái chèo, chả khác gì ba ba cắn người, phải có sấm sét hoặc tiếng cối xay gạo mới chịu nhả. Đó cũng là con rùa to cuối cùng mà người dân săn được ở hồ nước này.
Rồi sau có tin báo rùa thò cái đầu to như cái phích lên khỏi mặt nước, cả năm không thấy mặt mũi nó, nhưng cứ đến mùa hè, là nó phá lưới trộm cá của dân, thi thoảng lại ngóc đầu lên thở. Giống rùa này mùa lạnh thì không thấy nó, cứ như thể nó ngủ dưới bùn như gấu ngủ đông, nhưng mùa nóng thì ngoi lên thở, thậm chí bò lên bãi cát phơi nắng, cả chục tấm lưới bị xé toạc, vết xé đủ vừa để con rùa có bề ngang cỡ mét chui qua. Có thấy những con cá bị mất đầu, mất đuôi dính vào lưới, hoặc nổi lều phều trên mặt hồ là do rùa ăn. Từng phát hiện một con rùa khổng lồ ở hồ Đông Mô (Ba Vì) bằng cả AND xác định rùa Đồng Mô đúng là cùng dòng giống với rùa Hồ Gươm, cùng giống loài với rùa Hồ Gươm, là hậu duệ duy nhất của cụ rùa đã quá già, có nguy cơ quy tiên cứ lúc nào trong hồ Lục Thủy.

### Hà Nội
Ở vùng Hà Nội từng có câu chuyện về con rùa khổng lồ dìm chết trâu mộng giữa sông Hồng. Đoạn sông Hồng chảy qua làng Chí Chủ từng nhiều lần xuất hiện rùa khổng lồ. Có nhiều lần gặp rùa khổng lồ, to như cái nong, nặng cả tạ, khi loài rùa này lên bãi bồi giữa sông, bãi cát ven sông phơi nắng, hoặc nổi đầu lên ở những khúc sông rộng, nước chảy nhẹ. Có 3 khu vực trên sông Hồng hay gặp rùa khổng lồ, gồm khu vực xã Xuân Quang (Tam Nông), khu vực thôn Chí Chủ (xã Chí Tiên, Thanh Ba) và đoạn giáp ranh giữa hai xã Hiền Lương (Hạ Hòa) và Minh Quân (Trấn Yên). Có người từng chứng kiến vụ một con trâu mộng bị rùa khổng lồ tấn công ở sông Hồng.
Theo người dân xã Xuân Quang, chuyện rùa khổng lồ xuất hiện ở sông Hồng không lạ, họ thường xuyên nhìn thấy rùa nổi ngoài sông. Cứ từ tháng 4 đến tháng 10 dương lịch, người dân nơi đây lại bơi thuyền ra bãi cát giữa sông, lần lục trong các bãi lau sậy ven sông để kiếm trứng rùa. Một ổ trứng rùa đựng đầy một thúng. Người ta cũng hay dọa thuồng luồng ngoài sông Hồng để bọn trẻ không ra bờ sông nghịch ngợm. Con "thuồng luồng" to như cái nong, bò lổm ngổm trên bãi cát là con rùa. Con rùa tuy to lớn song rất hiền lành, không tấn công trẻ chăn trâu. Nhiều lần nó bò lên bãi cát phơi nắng, khi bị chọc phá, con rùa hoảng sợ chạy một mạch xuống sông Hồng lặn mất tăm.
Vào một buổi trưa mùa hè năm 1999, một người chứng kiến con trâu mộng đang trồi lên thụp xuống giữa dòng nước, cách bờ chừng 20m, trước đó, khi thả trâu xuống sông đằm nước, thì một con rùa bơi đến kéo trâu ra giữa sông, một con rùa khổng lồ, lưng bám đầy rêu mốc, to bằng cả manh chiếu, cổ bằng cái phích, đầu bằng cái giành tích, đang ngoạm chặt vào kheo chân con trâu mộng, chỗ con trâu đang ngấp ngoải trong dòng nước đỏ au. Cuộc vật lộn rất khốc liệt, trâu giãy đạp rất mạnh, cố ngoi lên mặt nước kêu rống, còn con rùa khổng lồ thì cứ nghiến chặt vào chân trâu Người đàn ông dùng hết sức bình sinh phóng cây luồng vào lưng rùa khổng lồ đang kéo con trâu mộng mất hút trong dòng nước phù sa đỏ au cuồn cuộn.
Con rùa khổng lồ lặn mất tăm, con trâu mộng cũng mất hút trong dòng phù sa đỏ au cuồn cuộn, chờ mãi không thấy xác trâu nổi lên, mọi người giăng lưới chặn sông ở đoạn gần cầu Phong Châu, đến chiều thì xác con trâu trôi đến và mắc lưới. Mọi người buộc thừng vào sừng trâu mộng, rồi dùng thuyền máy kéo về bờ sông thuộc khu 8, xã Xuân Quang. Từ bàn chân đến đùi con trâu mộng bị cắn nát bét, rách toạc da, đứt hết cả gân. Răng con rùa khổng lồ này phải sắc như dao và bộ hàm phải khỏe như kìm cộng lực mới có sức mạnh như vậy. sau vụ rùa khổng lồ tấn công trâu mộng, người dân ở ven sông Hồng đoạn chảy qua xã Xuân Quang và những xã lân cận không còn gặp nó lần nào nữa
Trước đây, Hồ Gươm vẫn còn khá nhiều rùa lớn, hiện chỉ còn lại một tiêu bản trong đền Ngọc Sơn, một bộ cốt trong Bảo tàng Hà Nội, có một rùa nặng hơn 2 tạ, với chiều dài của rùa lên tới 2,1m, ngang 1,2m và cao 0,3m. Với sức khỏe phi thường của loài rùa khổng lồ Hồ Gươm, móng vuốt của nó có thể xé toạc mọi tấm lưới dù chắc chắn nhất như xe vải mục. Người ta từng săn được một con nặng 140 kg, săn được một con cỡ một tạ, và năm 1974, bắt được một con kỷ lục, nặng tới 250 kg. Người dân không thích loài giải vì với hàm răng cực khỏe và móng vuốt cực sắc, không loại lưới đánh cá nào có thể chịu được, giải khổng lồ thường xuyên xé lưới, vó của người dân, nhiều khi rùa xé lưới tìm cách thoát thân và giải thoát cho đàn cá.

### Hòa Bình
Hiện ở Bảo tàng Hòa Bình trưng bày một con "ba ba" khổng lồ đặt dưới nền đất, ngay cửa bảo tàng cũ kỹ, nó nặng đến 121 kg, dài 1,53m, rộng tới 0,8m. Người dân xóm Chăm đồn rằng, đó là linh vật do con vua Thủy Tề hóa thành, rất linh thiêng và họ phải thờ cúng, nên những người tham gia bắt linh vật đều gặp vận rủi. Đầm Quỳnh Lâm bao quanh thành phố Hòa Bình, kéo dài vào tận trong núi. Nhiều điểm trũng, sâu đến vài mét, còn hầu hết là chỉ sâu 1-2m. Những khu vực nước cạn, lau lác mọc um tùm. Cá mú trong đầm nhiều, chim chóc tìm về làm tổ, bay lượn cả đàn đen đặc mặt đầm. Những con ba ba nặng vài kg rất nhiều, người dân bắt được thường xuyên để làm thịt. Ba ba ở đầm Quỳnh Lâm thường nặng 2–3 kg, con to nhất thì cỡ 4–5 kg, chứ to bằng vành nón thì phải cỡ chục kg
Nhiều người dân khẳng định ở vùng này có con ba ba rất to, không phải bằng vành nón, mà bằng cái nia, thi thoảng lại thấy một tiếng táp từ xa vọng lại, ngó đến, thì thấy con ngan hoặc con vịt biến mất khỏi mặt nước, đàn ngan vịt nháo nhác bỏ chạy, có người đồn có con ba ba khổng lồ, người khẳng định phải là cá sấu mới ăn được con vịt, hoặc con ngan như thế, từng có người đưa tay đúng đến vị trí miệng con ba ba khổng lồ, nó há miệng táp luôn, nếu con ba ba đớp cả bàn tay, vừa miếng của nó, thì chắc chắn đã nghiền đứt bàn tay. Tuy nhiên, nó chỉ đớp được 2 ngón tay, không vừa miếng, nên mấy phút sau nó nhả ra. Mặc dù chỉ là cú táp nhẹ, nhưng hai ngón tay toạc ra, phải khâu hơn chục mũi
Người dân vây bắt, họ kéo điện chiếu xuống cái ao, đến nửa đêm, con ba ba bắt đầu tìm đường thoát thân, nên chạy vòng quanh ao, khiến ao đục ngầu. Khi nó nổi cái đầu to như cái phích, đen sì lên khỏi mặt nước và thở phì phì, con ba ba nổi đầu lên, thở như trâu, lúc con ba ba bò sát vào ven bờ, một người trong nhóm cầm chiếc đinh ba phóng thẳng vào giữa đường tăm. Trúng cú đâm, con ba ba chạy nhanh hơn, khiến chiếc đinh ba tuột ra, cong cả mũi. Tuy nhiên, do trúng đinh ba vào phần đuôi, thủng lớp da, nước ngấm vào thịt, đau đớn, nên con ba ba đã nổi bềnh lên khỏi mặt nước, ngóc cái đầu lên thở phì phò như trâu mộng.
Qua ánh điện, tất cả mọi người đều nhìn rõ toàn bộ lưng con ba ba, con ba ba rất to, trông như cái thuyền bị lật úp. Nổi bềnh lưng lên một lát, con ba ba lại lặn xuống, chạy như điên, lùng sục tìm đường thoát thân. Tuy nhiên, xung quanh cái ao rộng lớn đó đều là bờ bãi đắp cao, chẳng còn lối nào thoát thân, nên nó cứ lao vào ven bờ, rồi lại chạy ra. Nhằm đúng lúc con ba ba khổng lồ mon men vào bờ, vừa ngóc đầu lên, thì bị chiếc cào sắt dùng để kéo cỏ bổ một cú thấu thịt vào đầu con ba ba, con ba ba đau quá, rúc vào bềnh cỏ. Biết con ba ba bị đau, tìm chỗ trốn, nhảy xuống, dùng chiếc sào chọc chọc để tìm lưng. Khi đã xác định được phần riềm của con ba ba, mọi người cùng nhảy xuống, tập trung vào một bên để lật nó.
Phải rất vất vả, mọi người mới lật ngửa được con ba ba, rồi dùng dây dù buộc chân nó lại dùng chiếc đinh ba to bằng cổ tay xoắn dây buộc chân để chốt chặt. Khi chiếc đinh ba vừa đưa đến miệng, nó há miệng tợp một cái vỡ nát. Nhìn hàm răng nó tợp khúc tre, nếu bộ hàm đó mà nghiền tay, chân, thì nát bét. Con ba ba khổng lồ nhanh chóng được chuyển ra khu nhà sàn của trung tâm thủy sản và sau ba ba được chuyển ra khu du lịch tỉnh Hòa Bình. Ba ba khổng lồ được thả vào bể nước. Người dân khắp nơi kéo đến mua vé để được chiêm ngưỡng con ba ba lớn chưa từng thấy, nặng tới 121 kg. Con ba ba làm vật mua vui cho khách thập phương khoảng 2 tháng thì chết

### TạiHuế
Tại đây, nhiều người dân, du khách vẫn thường nhắc đến con rùa khổng lồ thi thoảng xuất hiện trên dòng sông Hương, đoạn trước mặt điện Hòn Chén. Người dân địa phương gọi đó là "rùa thần". Câu chuyện về "rùa thần" thường nổi lên mặt sông báo ứng, mỗi khi "rùa thần" nổi là có một điềm dữ sắp sửa xảy ra. Nhiều bậc cao niên Huế vẫn truyền lại câu chuyện rùa thần trả lại chén ngọc cho vua và khẳng định đã từng nhìn thấy rùa khổng lồ nổi trên dòng Hương Giang, con rùa nổi lên to bằng cái nong, mỗi lần, nó chỉ nổi lên cái lưng chứ chưa lần nào nổi cả lên.
Những tường trình cho biết rùa nổi lên tại đoạn sông thuộc phường Kim Long. Rùa to lắm, chỉ thấy mai rùa đen sì, to bằng chiếc xe công nông, giữa lòng sông bọt khí sủi lên từng bọng lớn, tiếp đó chiếc mai rùa khổng lồ từ từ xuất hiện ước đoán cụ rùa to bằng xe ba gác, người lại cho rằng cụ rùa to bằng chiếc xe công nông có người lại cho đó là con trắn, nhưng vì hình dáng khá giống rùa nên người ta quen gọi là rùa. Những tường trình khác cho biết khi mặt sông bỗng nhiên nổi tăm lớn sùng sục như nước đang sôi, sau đó là con vật khổng lồ lù lù nổi lên khỏi mặt nước chừng 20 cm. Riêng cái đầu đã to bằng chiếc am thờ cao 3m. Lưng đen và rộng hơn nền nhà. Lúc lặn xuống, phun nước lên cao, bọt nước nổi liên tục mấy giờ sau mới hết, theo ước tính con vật phải nặng đến khoảng 10 tấn.